# شنقوش أباد (قشلاق أهر)
شنقوش أباد (بالفارسية: شنقوش‌آباد) هي منطقة سكنية تقع في إيران في قسم قشلاق الریفي. يقدر عدد سكانها بـ 170 نسمة.